# Éléonore d'Autriche (1653-1697)
Pour les articles homonymes, voir Éléonore d'Autriche.
Éléonore Marie Josèphe d'Autriche, née le 31 mai 1653, à Ratisbonne et morte le 17 décembre 1697 à Vienne, est un membre de la maison de Habsbourg, archiduchesse d'Autriche, et princesse royale de Hongrie et de Bohême. Elle est la fille de l'empereur Ferdinand III du Saint-Empire et d'Éléonore de Nevers-Mantoue, sa troisième et dernière épouse.

## Enfance
Éléonore d'Autriche est le neuvième des onze enfants de l'Empereur, et sa quatrième fille. À sa naissance, elle a encore deux sœurs survivantes : Marie-Anne, reine d'Espagne, et Thérèse-Marie-Josèphe. Elle a aussi trois frères : François Ferdinand, dit Ferdinand IV du Saint-Empire, roi de Hongrie et de Bohême, Léopold, promis d'abord à la pourpre puis empereur, et Charles Joseph, grand maître de l'ordre Teutonique.
Ferdinand III du Saint-Empire mourut en 1657, alors qu'Éléonore n'a que quatre ans. Tandis que son demi-frère prend à 18 ans la tête de l'Autriche et du Saint-Empire romain germanique, la petite archiduchesse grandit à Vienne, élevée par sa mère, avec sa sœur Marie-Anne-Josèphe (1654-1689) et son frère Ferdinand-Joseph-Alois.

## Reine de Pologne

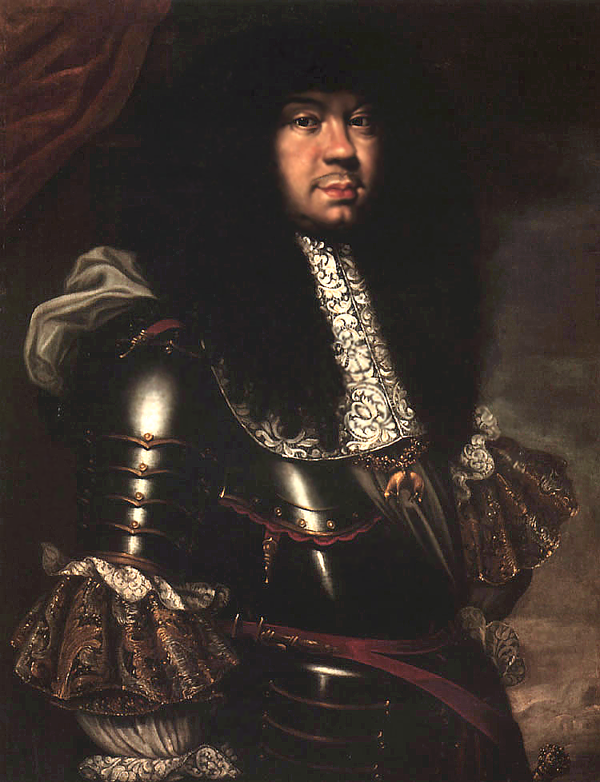
Michał Wiśniowiecki

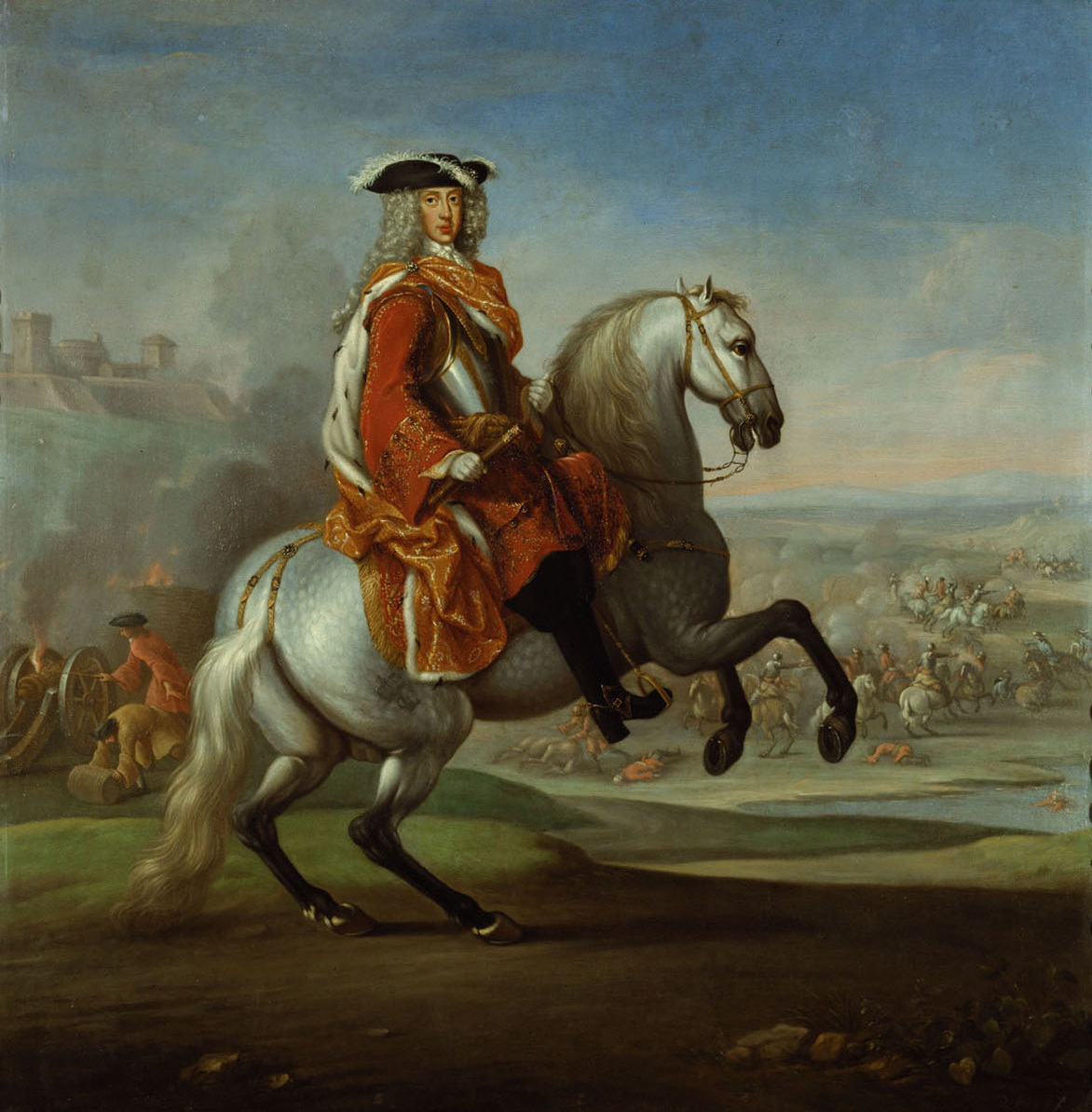
Charles V de Lorraine

Après une enfance relativement heureuse, passée dans la paix et l'affection, Éléonore, âgée de 17 ans, est, au nom de la raison d'État, mariée au roi de Pologne Michał Wiśniowiecki.
Résidant à Varsovie, elle ne réussit jamais à s'entendre avec son alcoolique de mari son aîné de 13 ans, auquel elle ne donne aucun enfant.
Libérée trois ans plus tard par la mort prématurée de son époux, Éléonore retourne vivre à Vienne, conservant jusqu'à la fin de ses jours le titre honorifique de « Reine douairière de Pologne ».

## Duchesse de Lorraine et de Bar
La jeune veuve de 20 ans rencontre le meilleur ami de son frère l'empereur Léopold Ier, le neveu et héritier du duc de Lorraine et de Bar, Charles V de Lorraine. Celui-ci est alors en exil, ses États étant occupés par la soldatesque de Louis XIV de France.
Très vite, ils s'éprennent profondément l'un de l'autre. Mais comment un malheureux duc sans territoire peut-il prétendre à une archiduchesse d'Autriche, sœur de l'empereur, et reine de surcroît ? En 1678, après cinq années de relations sentimentales, Charles épouse Éléonore, avec la bénédiction du souverain, qui, pour atténuer la disparité de leurs conditions, nomme son nouveau beau-frère gouverneur du Tyrol.
Le couple eut six enfants : 
- Léopold Ier (1679-1729), duc de Lorraine et de Bar
- Charles-Joseph (1680-1715), archevêque de Trêves
- Éléonore (1682)
- Charles Ferdinand (1683-1685)
- Joseph (1685-1705), général dans l'armée impériale, mortellement blessé à la bataille de Cassano
- François (1689-1715), abbé de Malmedy et de Stavelot

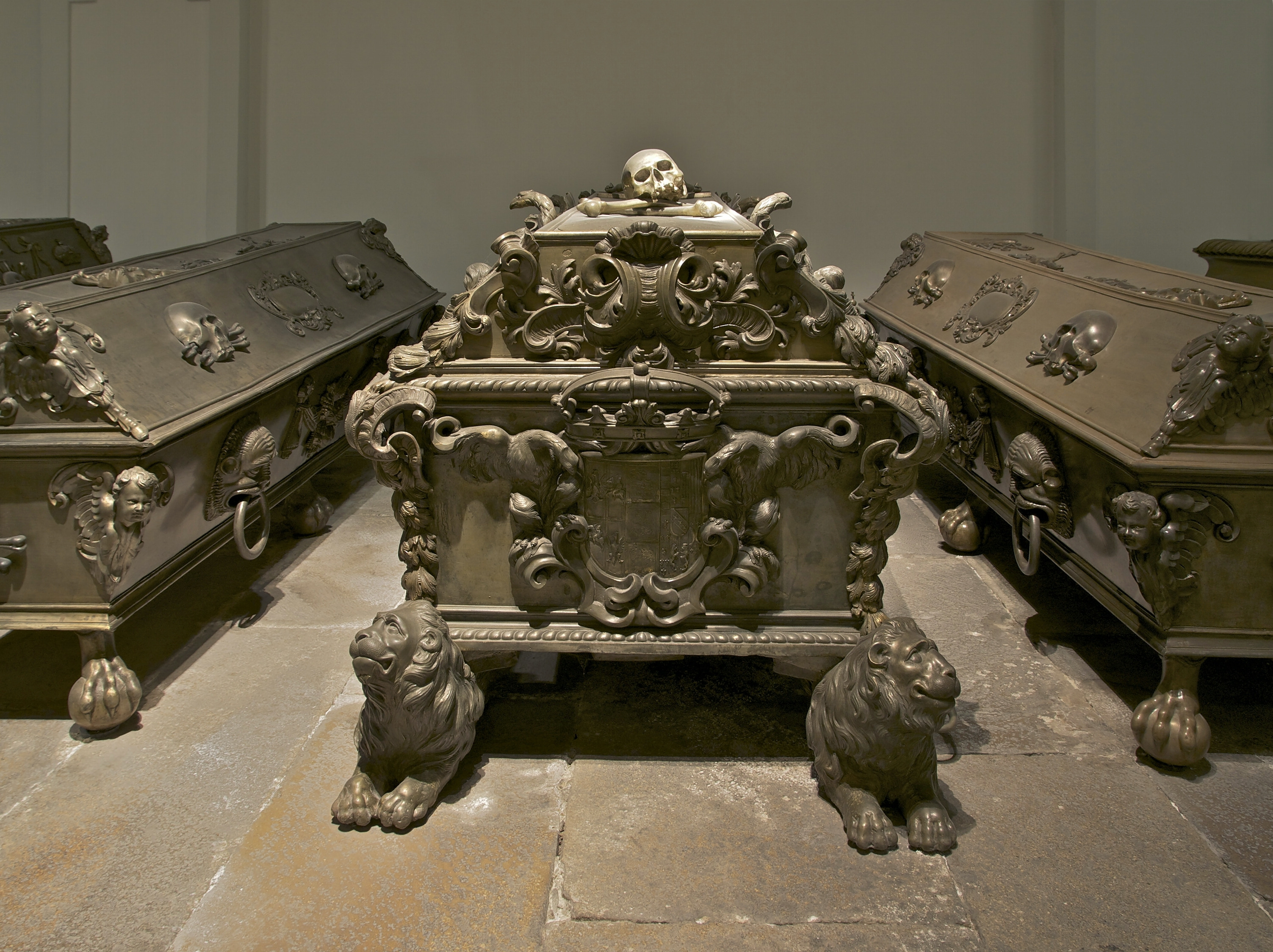
Le sarcophage d'Éléonore d'Autriche, crypte des Capucins, Vienne, Autriche.

En 1688, las de la politique impérialiste de Louis XIV, l'Europe se ligue contre la France par un pacte signé à Augsbourg. Charles de Lorraine est nommé généralissime de l'armée impériale mais de santé fragile il meurt en 1690 à l'âge de 47 ans.
Veuve en 1690, à l'âge de 37 ans, Éléonore se bat férocement pour le recouvrement de l'indépendance des duchés de Lorraine et de Bar, que convoite - et occupe - Louis XIV.
La paix signée à Ryswick les 20 et 21 septembre 1697 rend au jeune Léopold de Lorraine les terres de ses ancêtres. La duchesse douairière meurt trois mois plus tard. Elle avait survécu à sa mère, ses sœurs, son mari, et deux de ses enfants. Son mariage, qui avait sauvé la dynastie Lorraine, devait préparer la réunion des deux dynasties cinquante ans plus tard dans la maison de Habsbourg-Lorraine.